# Sunshine Tour 2004/05
De Sunshine Tour 2004/05 was het vijfde seizoen van de Sunshine Tour. Het omvatte een serie van golftoernooien voor golfprofessionals, dat grotendeels plaatsvond in Zuid-Afrika. Het seizoen startte in midden maart 2004 en eindigde in eind februari 2005.
Naast Zuid-Afrika, vond er ook golftoernooien plaats in andere Afrikaanse landen zoals Swaziland en Zambia.
De "Order of Merit" van dit seizoen werd gewonnen door de Zuid-Afrikaan Charl Schwartzel.

## Kalender
| Data  | Data  | Toernooi                                    | Baan                         | Plaats        | Winnaar                | Score | Score | Aantekeningen                                      |
| 2004  | 2004  | 2004                                        | 2004                         | 2004          | 2004                   | 2004  | 2004  | 2004                                               |
| ----- | ----- | ------------------------------------------- | ---------------------------- | ------------- | ---------------------- | ----- | ----- | -------------------------------------------------- |
| 11-03 | 14-03 | Zambia Open                                 | Lusaka Golf Club             | Lusaka        | Michael Kirk           | 274   | –18   |                                                    |
| 25-03 | 27-03 | Botswana Open                               | Gaborone Golf Club           | Gaborone      | Barry Painting         | 195   | –18   |                                                    |
| 31-03 | 02-04 | Parmalat Classic                            | De Zalze Golf Club           | Stellenbosch  | Justin Walters         | 205   | –11   |                                                    |
| 05-05 | 08-05 | Royal Swazi Sun Open                        | Royal Swazi Spa Country Club | Mbabane       | Nic Henning            | 42    | 42    | "stablefordtelling"                                |
| 27-05 | 29-05 | Vodacom Origins of Golf Tour (Pezula)       | Pezula Golf Club             | Knysna        | Patrick O'Brien        | 210   | –6    | Nieuw toernooi                                     |
| 10-06 | 12-06 | Vodacom Origins of Golf Tour (Bloemfontein) | Schoeman Park Golf Club      | Bloemfontein  | Steve van Vuuren       | 200   | –16   | Nieuw toernooi                                     |
| 18-06 | 20-06 | Royal Swazi Sun Classic                     | Royal Swazi Spa Country Club | Mbabane       | Bradford Vaughan       | 199   | –17   |                                                    |
| 30-06 | 02-07 | Vodacom Origins of Golf Tour (Zimbali)      | Zimbali Country Club         | Dolphin Coast | Thomas Aiken po        | 204   | –12   | Nieuw toernooi Won de play-off van Keith Horne     |
| 21-07 | 23-07 | Vodacom Origins of Golf Tour (Sun City)     | Lost City Golf Course        | Sun City      | Thomas Aiken           | 204   | –12   | Nieuw toernooi                                     |
| 17-09 | 19-09 | Vodacom Origins of Golf Tour (Arabella)     | Arabella Country Estate      | Kleinmond     | Louis Oosthuizen       | 215   | –1    | Nieuw toernooi                                     |
| 08-10 | 10-10 | Highveld Classic                            | Witbank Golf Club            | Witbank       | Divan van den Heever   | 198   | –18   |                                                    |
| 14-10 | 16-10 | Limpopo Eskom Classic                       | Polokwane Golf Club          | Polokwane     | Bradford Vaughan       | 198   | –18   |                                                    |
| 19-10 | 21-10 | Vodacom Origins of Golf Tour (Fancourt)     | Fancourt (The Links)         | George        | Thomas Aiken           | 214   | –5    | Nieuw toernooi                                     |
| 28-10 | 30-10 | Platinum Classic                            | Mooinooi Golf Club           | Mooinooi      | Titch Moore            | 200   | –16   |                                                    |
| 04-11 | 06-11 | MTC Namibia PGA Championship                | Windhoek Country Club        | Windhoek      | Mark Murless           | 202   | –11   |                                                    |
| 11-11 | 13-11 | Seekers Travel Pro-Am                       | Dainfern Country Club        | Sandton       | Ulrich van den Berg po | 203   | –13   | Won de play-off van Mark Murless & Patrick O'Brien |
| 09-12 | 12-12 | Alfred Dunhill Kampioenschap                | Leopard Creek Country Club   | Malelane      | Charl Schwartzel po    | 281   | –7    | Won de play-off van Neil Cheetham                  |
| 2005  |       |                                             |                              |               |                        |       |       |                                                    |
| 2001  | 23-01 | South African Open Championship             | Durban Country Club          | Durban        | Tim Clark              | 273   | –15   | [ 2 ]                                              |
| 2701  | 30-01 | Dimension Data Pro-Am                       | Gary Player Country Club     | Sun City      | Simon Wakefield        | 279   | –9    |                                                    |
| 03-02 | 06-02 | Nashua Masters                              | Wild Coast Sun Country Club  | Port Alfred   | Richard Sterne         | 269   | –11   |                                                    |
| 17-02 | 20-02 | Telkom PGA Championship                     | Woodhill Country Club        | Pretoria      | Warren Abery           | 273   | –15   |                                                    |
| 24-02 | 27-02 | Vodacom Tour Championship                   | Country Club Johannesburg    | Johannesburg  | Marc Cayeux            | 268   | –20   |                                                    |

## Order of Merit
| Orde | Speler           | # toernooien | Prijzengeld (R) |
| ---- | ---------------- | ------------ | --------------- |
| 1    | Charl Schwartzel | 7            | 1.65.850        |
| 2    | Neil Cheetham    | 5            | 732.962         |
| 3    | Warren Abery     | 21           | 704.836         |
| 4    | Titch Moore      | 13           | 490.267         |
| 5    | Marc Cayeux      | 9            | 430.676         |